# Куликовський провулок (Київ)
Кулико́вський прову́лок — зниклий провулок, що існував у Дніпровському районі міста Києва, місцевість Куликове. Пролягав від вулиці Сулеймана Стальського. 

## Історія
Провулок виник у середині ХХ століття під назвою Нова вулиця. Назву Куликівський провулок набув 1957 року.
Ліквідований на початку 1980-х років у зв'язку зі знесенням старої забудови колишнього селища Куликове та частковим переплануванням місцевості.